# India Ariană

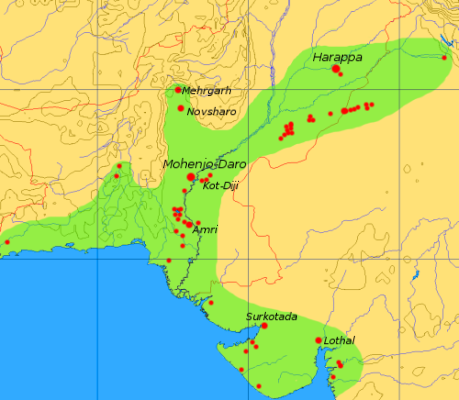
Civilizația de pe Valea Indului înainte de venirea arienilor.

India Ariană este perioada de început a stăpânirii arienilor și perioada de început a civilizației indiene, care a început în anul 1500 î.Hr .

## Arieni în India
Acum vreo 3500 de ani, arienii, un popor războinic de origine indo-europeană, au părăsit ținuturile lor natale din Podișul Iran, trecând munții Hindukush și ajungând în Valea Indului. Ei erau organizați în triburi și locuiau în case din lemn, spre deosebire de populația din Valea Indului care înălțase orașe din cărămizi.
Arienii își socoteau averile în vite și oi. Nu erau la fel de avansați tehnologic ca dravidienii (populația autohtonă a Indiei de culoare mai închisă), dar erau mai duri. Erau războinici de temut, consumatori de carne de vită și vin, le plăceau muzica și cursele cu cai. Treptat, arienii s-au stabilit acolo și au adoptat multe dintre obiceiurile dravidienilor, cum ar fi cultivarea plantelor, mai ales a orezului, și metalurgia fierului. Dar și arienii au adus lucruri noi în India cum ar fi limba sanscrită și sistemul castelor. Acest sistem împărțea populația în patru caste: brahmanii (preoții hinduși), kșatriya (războinicii), vaishya (oameni de rând) și shudra (servitorii). Arienii au folosit plugul și sistemele de irigații pentru cultivarea mai ușoară a pământului.
Hinduismul a apărut, probabil, prin sincretismul religios dintre religia autohtonă a dravidienilor cu religia adusă de arieni. De asemenea spre deosebire de alte religii, hinduismul nu a fost întemeiat de un singur învățător, și este o acumulare treptată de credințe de-a lungul timpului. Tot în timpul perioadei ariene au fost scrise Vedele, cărțile sacre ale hinduismului, dintre care cea mai veche este Rig-Veda, unde aflăm informații esențiale despre viața cotidiană a arienilor.